# ژیزل کزدزو
ژیزل کزدزو (فرانسوی: Gisèle Casadesus‎؛ ۱۴ ژوئن ۱۹۱۴ – ۲۴ سپتامبر ۲۰۱۷) بازیگر اهل فرانسه بود.
وی برنده جوایزی همچون لژیون دونور شده‌است. وی بازیگر فیلم‌هایی همچون حکم و مردان، زنان: یک راهنمای کاربری بوده‌است